# Jaki Byard
Jaki (John) Byard (ur. 15 czerwca 1922 w Worcester (Massachusetts), zm. 11 lutego 1999 w Nowym Jorku) – amerykański pianista jazzowy, kompozytor, lider zespołów jazzowych, pedagog. Był multiinstrumentalistą, oprócz fortepianu grał m.in. na trąbce i saksofonie. Znany ze swego eklektycznego
stylu, w którym mieścił wszystko od ragtime’u i gry stride do free jazzu.

## Życiorys
Grał zawodowo już w wieku 15 lat. Podczas II wojny był żołnierzem armii amerykańskiej. Po zakończeniu wojny, pod koniec lat 40. jeździł w trasy koncertowe z zespołem Earla Bostica. Na początku lat 50. mieszkał w Bostonie i swoich pierwszych nagrań płytowych dokonał wraz z Charliem Mariano, w 1951. Później był członkiem zespołów Herba Pomeroya (w latach 1952 – 1955, w 1957 nagrał z nim płytę) oraz Maynarda Fergusona (1959-1962).
W 1959 uczestniczył w nagraniach albumu Erica Dolphy (Outward Bound). W 1961 Dolphy był producentem pierwszej płyty Byarda dla Prestige Here’s Jaki (z udziałem m.in. perkusisty Roya Haynesa).
Po przeprowadzce do Nowego Jorku, w latach 1962 – 1964 oraz w 1970 nagrywał z Charlesem Mingusem, np. The Complete Town Hall Concert czy Mingus Mingus Mingus Mingus Mingus i The Black Saint and the Sinner Lady. W 1964 pojechał z nim na tourneè do Europy.
Znaczących nagrań dokonał także współpracując z takimi artystami jak Booker Ervin, Charlie Mariano, Sam Rivers, czy też od połowy lat 60. z saksofonistą Rolandem Kirkiem. W latach 70. Byard prowadził big band The Apollo Stompers, z którym regularnie występował w klubach Bostonu i Nowego Jorku.
Był wykładowcą muzyki na New England Conservatory, Manhattan School of Music, Hartford School of Music i New School for Jazz and Contemporary Music.
Byard był ojcem dwóch córek (Denise i Diane) i syna Geralda. Zginął w lutym 1999, zastrzelony w swoim domu przy Hollis Avenue (Queens) w niewyjaśnionych dotąd okolicznościach.

## Dyskografia

### Albumy nagrane w charakterze lidera i współlidera
| Nagrany | Wydany | Album                                            | Wykonawca - lider                                                             | Wytwórnia   |
| ------- | ------ | ------------------------------------------------ | ----------------------------------------------------------------------------- | ----------- |
| 1960    |        | Blues for Smoke                                  | Jaki Byard (fortepian solo)                                                   | Candid      |
| 1961    |        | Here’s Jaki                                      | Jaki Byard – Ron Carter – Roy Haynes                                          |             |
| 1962    |        | Hi-Fly                                           | Jaki Byard – Ron Carter – Pete La Roca                                        |             |
| 1964    | 1965   | Out Front!                                       | Jaki Byard – Booker Ervin – Ron Carter – Roy Haynes                           | Prestige    |
| 1965    |        | The Jaki Byard Quartet Live!                     | Jaki Byard Quartet                                                            |             |
| 1965    | 2003   | The Last From Lennie's                           | Jaki Byard – Joe Farrell – George Tucker – Alan Dawson                        |             |
| 1966    |        | Freedom Together!                                | Jaki Byard – Richard Davis – Alan Dawson – Junior Parker                      | Prestige    |
| 1967    |        | On The Spot!                                     | Jaki Byard –Jimmy Owens–Paul Chambers–George Tucker–Billy Higgins–Alan Dawson | Prestige    |
| 1967    |        | Sunshine Of My Soul                              | Jaki Byard – Elvin Jones – David Izenzon                                      |             |
| 1968    |        | Jaki Byard With Strings                          | Jaki Byard                                                                    |             |
| 1968    |        | The Jaki Byard Experience                        | Jaki Byard – Roland Kirk – Richard Davis – Alan Dawson                        | Prestige    |
| 1969    | 1969   | Solo Piano                                       | Jaki Byard                                                                    | Prestige    |
| 1971    | 1971   | Live at the Jazz'Inn                             | Jaki Byard – Gus Nemeth – Jean My Truong – Gerald Byard                       | Futura Rec. |
| 1971    |        | Parisian Solos                                   | Jaki Byard                                                                    | Futura Rec. |
| 1972    |        | Duet!                                            | Jaki Byard – Earl Hines                                                       | MPS Records |
| 1972    |        | There’ll Be Some Changes Made                    | Jaki Byard                                                                    | Muse        |
| 1978    |        | Family Man                                       | Jaki Byard                                                                    | Muse        |
| 1981    | 1982   | Improvisations                                   | Jaki Byard – Ran Blake                                                        | Soul Note   |
| 1981    |        | To Them – To Us                                  | Jaki Byard                                                                    | Soul Note   |
| 1984    | 1987   | Live at the Royal Festival Hall                  | Jaki Byard – Howard Riley                                                     | Leo Rec.    |
| 1984    |        | Phantasies                                       | Jaki Byard – The Apollo Stompers                                              | Soul Note   |
| 1988    |        | Phantasies II                                    | Jaki Byard – The Apollo Stompers                                              | Soul Note   |
| 1988    |        | Foolin' Myself                                   | Jaki Byard                                                                    | Soul Note   |
| 1997    |        | Michael Marcus Meets Jaki Byard – This Happening | Jaki Byard – Michael Marcus                                                   | Justin Time |

### Albumy nagrane w charakterze muzyka sesyjnego
| Nagrany | Wydany | Album                                               | Wykonawca - lider | Wytwórnia |
| ------- | ------ | --------------------------------------------------- | ----------------- | --------- |
| 1960    |        | How Time Passes                                     | Don Ellis         |           |
| 1960    |        | Far Cry                                             | Eric Dolphy       |           |
| 1960    |        | Outward Bound                                       | Eric Dolphy       |           |
| 1963    |        | The Freedom Book                                    | Booker Ervin      |           |
| 1964    |        | The Space Book                                      | Booker Ervin      |           |
| 1964    |        | Groovin' High                                       | Booker Ervin      | Prestige  |
| 1965    |        | The Trance                                          | Booker Ervin      | Prestige  |
| 1966    |        | Heavy!!!                                            | Booker Ervin      | Prestige  |
| 1965    |        | Rip, Rig and Panic                                  | Roland Kirk       |           |
| 1963    |        | The Black Saint and the Sinner Lady                 | Charles Mingus    | Impulse!  |
| 1963    |        | Mingus Mingus Mingus Mingus Mingus                  | Charles Mingus    | Impulse!  |
| 1964    |        | Astral Weeks                                        | Charles Mingus    |           |
| 2007    |        | Charles Mingus Sextet with Eric Dolphy Cornell 1964 | Charles Mingus    | Blue Note |
| 1965    |        | "In" Jazz for the Culture Set                       | Dannie Richmond   | Impulse!  |
| 1964    |        | Fuchsia Swing Song                                  | Sam Rivers        | Blue Note |